# Lejonstedts gränd

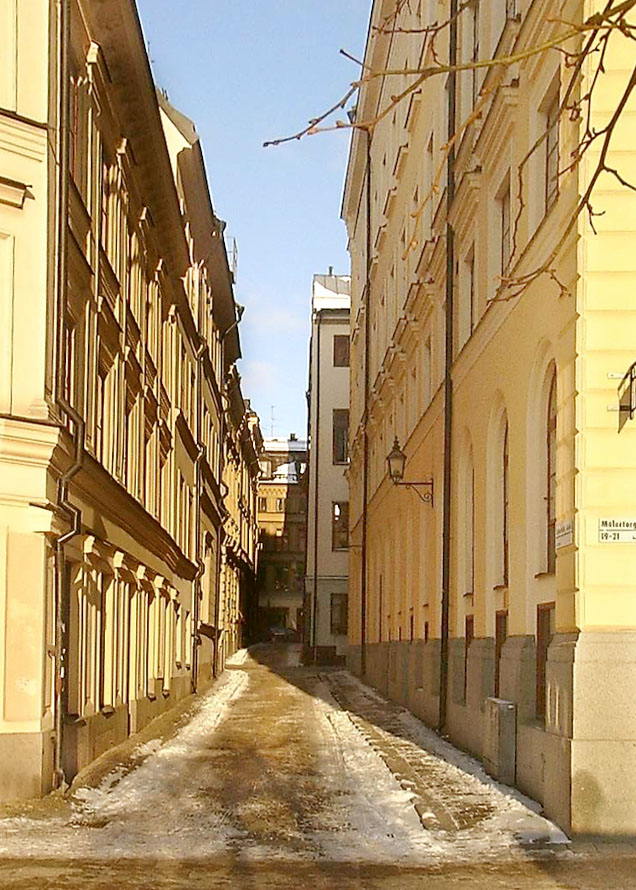
Lejonstedts gränd

 Lejonstedts gränd  är en gata i Gamla stan i Stockholm. Den sträcker sig mellan Stora Nygatan och Munkbrogatan vid Mälartorget. Namnet Lejonstedts gr finns redan på Petrus Tillaeus karta från 1733.
Från Stora Nygatan till Lilla Nygatan passerar Lejonstedts gränd mellan kvarteren Cerberus och Pan. På 1600-talets mitt uppfördes i kvarteret Pan Leijonsköldska palatset genom friherre Mårten Leijonsköld som var generaldirektör i kommerskollegiet. Senare ägare till palatset var Jacob Gyllenborg och hans bror Anders Leijonstedt, den senare gav namnet till Lejonstedts gränd. Nuvarande byggnad, som upptar hela kvarteret, uppfördes 1860 för Stockholms Enskilda Bank efter arkitekt Johan Fredrik Åboms ritningar.
Hörnhuset i kv. Cerberus 4, adress Stora Nygatan 44, uppfördes under slutet av 1640-talet av en förmögen klädeshandlare. Från slutet av 1600-talet ägdes fastigheten av överpostdirektören Johan Schmedeman. År 1703 hyrde han ut de två nedersta våningarna till "Postwäsendet". Huset erbjöd “beqwämligheter till wederum för Post-Contoirets behov, samt stall för Posthästarna, och andra nödvändigheter”. Det förblev huvudpostkontor vid Stora Konungs Gatan ända fram till 1718.